# Arjen Teeuwissen
Arjen Teeuwissen, född 29 mars 1971 i Mook en Middelaar i provinsen Limburg, död 29 maj 2024 i Zoersel i provinsen Antwerpen, Belgien, var en nederländsk ryttare.
Han tog OS-silver i lagtävlingen i dressyr i samband med de olympiska ridsporttävlingarna 2000 i Sydney.